# CAT UAV Atmos
La serie Atmos es una familia de UAVs de distinto tamaño fabricados por CAT UAV, su tamaño va desde el del Atmos-2 fabricado bajo licencia por Indra Sistemas manejado por una sola persona, al del Atmos 6, manejado por dos.
Los Atmos pueden ser utilizados para fotografía aérea, retransmisiones deportivas, control de subvenciones agrícolas, visualización de incendios, apoyo a las unidades de emergencia en el caso de catástrofes, y reconocimiento  militar en el caso del Atmos-2.

## Especificaciones técnicas (Atmos-5 y 6)
Referencia datos: 

### Características generales
- Tripulación: 2 (un piloto y un operador de equipos)
- Carga: 0,5 kg
- Longitud: 1,29 m
- Envergadura: 1,8 m
- Peso vacío: 1,3kg
- Peso cargado: 1,8 kg
- Peso máximo al despegue: 1,8 kg
- Planta motriz: 1× Eléctrico .

### Rendimiento
- Velocidad nunca excedida (Vne): 95 Km/h
- Velocidad máxima operativa (Vno):  80 Km/h
- Velocidad crucero (Vc): 45 Km/h 50 Km/h
- Alcance: 15 km
- Alcance en combate: 2  h

### Listas relacionadas
- Anexo:Vehículos aéreos no tripulados